# 五戸町立倉石小学校
五戸町立倉石小学校（ごのへちょうりつくらいししょうがっこう）は、青森県三戸郡五戸町倉石中市にある公立小学校。

## 概要
- 本校は倉石地区（旧倉石村）内にある3小学校を統合して開校した。なお、校舎は、旧中市小学校校舎を継続使用する[1][2]。

## 沿革
- 2013年（平成25年）
  - 4月1日 - 開校。
  - 4月6日 - 開校式挙行。同日、第1回入学式も挙行。最初の新入生は12名。この12名を含め、全校児童126名で、スタートを切った[3]。

## 通学区域
- 五戸町の旧倉石村域全域

## アクセス
- 五戸町コミュニティバス金ヶ沢線で、「倉石支所前」バス停下車。

## 周辺
倉石地区（旧倉石村）中心部に位置する。
- 国道454号
- 五戸町役場倉石支所
- 八戸農業協同組合倉石支店
- 青森県警五戸警察署倉石駐在所
- 五戸町立倉石中学校
- 倉石郵便局
- 富良神社

## 主な進学先
- 五戸町立倉石中学校